# Eddy Green
Edgar (Eddy) Renaldo Green (Nickerie, 14 juni 1933 – Geleen, 25 februari 2018) was een Surinaams-Nederlands voetballer die doorgaans als linker verdediger of middenvelder speelde.
Green speelde als verdediger voor SV Transvaal en kwam 26 keer uit voor het Surinaams voetbalelftal. In 1957 kwam hij bij Fortuna '54 in Geleen waar hij samenspeelde met Puck Eliazer en Humphrey Rudge. Met VV De Valk uit Valkenswaard werd hij in 1963 landskampioen bij de zondagamateurs. Green bleef in Nederland en was werkzaam als elektromonteur.